# Брейдвуд, Томас
Томас Брейдвуд (1715 — 24 октября 1806) — британский педагог, основавший первую в стране школу для глухих.
Родился в Шотландии, окончил Эдинбургский университет и стал школьным и домашним учителем. В 1760 году, отчасти основываясь на системе жившего почти на сто лет раньше математика Джона Валлиса, создал в Эдинбурге первую в Британии школу для глухих (первоначально всего с одним учеником), которая впоследствии стала образцом для всех последующих английских учреждений такого типа в конце XVIII — начале XIX веков. Среди его учеников было несколько людей, ставших впоследствии знаменитыми, в том числе астроном Джон Гудрайк.
Школа Брейдвуда в 1773 году описывалась доктором Джонсоном как «предмет философского любопытства... который не найти ни в каком другом городе», а его двенадцать учеников — как «слушающие глазами». В 1783 году Брейтвуд вместе с семьёй переехал в Хакни, где основал такую же школу и где прожил до конца жизни. После его смерти школой в Хакни продолжала управлять его дочь Изабелла.
- Эта статья (раздел) содержит текст, взятый (переведённый) из одиннадцатого издания «Британской энциклопедии», перешедшего в общественное достояние.